# Anna Favella
Anna Favella (n. 21 septembrie 1983) este o actriță din Italia.

## Filmografie
| An   | Titlu                                         | Rol                  | Note                                   |
| ---- | --------------------------------------------- | -------------------- | -------------------------------------- |
| 2008 | Enrico Mattei - L'uomo che guardava al futuro | Priscilla Leoni      | serial TV                              |
| 2009 | Don Matteo 7                                  | Gaia                 | serial TV (1 episod: "L'Anniversario") |
| 2010 | Terra ribelle                                 | Elena Marsili        | serial TV                              |
| 2012 | Terra Ribelle – Il Nuovo mondo                | Elena Marsili        | serial TV                              |
| 2013 | Mr. America                                   | Penelope Morningstar |                                        |
| 2014 | Centovetrine                                  | Alba Boneschi        | teltenovelă                            |

## Teatru
- Sarto per signora de G. Fedeaux
- Blu Note Bar de S. Benni
- Il medico dei pazzi de E. Scarpetta
- Tutti i colori della notte de A. Lauritano
- Amianto de L. Ferrari Carissimi
- Ti amo... da morire de F. Draghetti and R. Stocchi
- Il Gobbo de S. Mrozek
- Due dozzine di rose scarlatte de A. De Benedetti
- La terra desolata  de T. E. Eliot
- Being Hamlet - La Genesi de L. Ferrari Carissimi
- Delitto Pasolini - Una considerazione inattuale de L. Ferrari Carissimi
- Love - L'amore ai tempi della ragione permanente de L. Ferrari Carissimi
- Cashmere WA, de L. Staglianò, directed de M. Panici
- Tutti i padri vogliono far morire i loro figli, regizat de Leonardo Ferrari Carissimi